# أوين مورغان
أوين مورغان (بالإنجليزية: Owen Morgan)‏ (11 أبريل 1994 في المملكة المتحدة - ) هو لاعب كريكت بريطاني. لعب مع نادي مقاطعة غلاموركن للكريكت ‏ وCardiff MCC University ‏.

## وصلات خارجية
- أوين مورغان على موقع إي آس بي آن كريك إنفو (الإنجليزية)